# Salomonova pesem
Solomonova pesem je roman ameriške pisateljice Toni Morrison iz leta 1977.

## Zgodba
Knjiga opisuje življenje Macona »Mlekarja« Deada III od njegovega rojstva do srednjih let. Začne se v tridesetih letih 20. stoletja, ko je ameriška družba rasno še vedno močno razdeljena. Skozi zgodbo bralec izve zgodovino družine Dead, od osvobojenega sužnja Macona Deada, očeta Macona Deada mlajšega in deda Macona Deada III, dalje. 